# 福岡県道86号久留米筑後線
福岡県道86号久留米筑後線（ふくおかけんどう86ごう くるめちくごせん）は、福岡県久留米市から筑後市に至る県道（主要地方道）である。

## 概要
久留米市御井旗崎1丁目から筑後市大字前津に至る。
九州自動車道 久留米ICのすぐ南にある御井旗崎1丁目交差点が起点。国道322号から直進で接続し、高速道入口地下道（アンダーパス）の本線が本道路となる。起点から矢取西交差点までは、久留米市の外環状道路として建設された都市計画道路東合川野伏間線の一部である。
久留米駐屯地周辺では敷地を避けるように大きく迂回し、久留米大学医療センター付近で福岡県道752号藤山国分一丁田線と重複する。福岡県道752号藤山国分一丁田線と別れると離合困難な細道になるが、途中で道幅が広くなって国道3号と接続する。国道3号と短区間重複後、自衛隊高良台演習場の中を通過する。福岡県道758号藤田日吉町線交点の東山交差点から先の区間はやや道幅が狭くなり、国道209号に接続する。短区間重複してすぐに相川（あいごう）交差点で国道209号と別れる。
相川交差点から先は一部にセンターラインがない区間があるが、ほぼ片側1車線である。国道209号と国道3号の間を並走しながら南進して進み、筑後市大字前津の徳久北交差点で国道442号に接続して終点となる。
途中の八女郡広川町で接続する福岡県道84号三潴上陽線のバイパスは、広川ICおよび国道3号と接続している。

### 路線データ
- 起点：久留米市御井旗崎1丁目（御井旗崎1丁目交差点、国道322号交点）
- 終点：筑後市大字前津（徳久北交差点、国道442号交点）

## 歴史
都市計画道路東合川野伏間線開通に伴う2008年（平成20年）10月の区間指定変更により、久留米市御井町内の福岡県道151号浮羽草野久留米線から福岡県道750号御井諏訪野線交点まで当道路の旧道区間が発生したが、その後認定が解除されている。

### 年表
- 1993年（平成5年）5月11日 - 建設省から、県道上津御井線・県道藤田上津線・県道藤田智徳筑後線が久留米筑後線として主要地方道に指定される[4]。
- 2014年度（平成26年度） - 前津工区着手[5]。
- 2023年（令和5年）3月11日 - 前津工区開通[5]。

## 路線状況

### 重複区間
- 福岡県道800号湯ノ原合川線（久留米市御井町・矢取交差点 - 久留米市御井町・矢取西交差点）
- 福岡県道752号藤山国分一丁田線（久留米市高良内町・聴覚支援学校前交差点 - 久留米市高良内町）
- 国道3号・国道322号（久留米市上津町 - 久留米市上津町・二軒茶屋交差点）
- 国道209号（久留米市荒木町藤田 - 久留米市荒木町藤田・相川（あいごう）交差点）

### 道路施設

#### 橋梁
- 下川原橋（高良川、久留米市）
- 桜尾橋（野添川、久留米市）
- 境橋（藤田浦川、久留米市）
- 村北橋（高間川、八女郡広川町）
- 知徳橋（広川、八女郡広川町）
- 欠塚橋（倉目川、八女市）

## 地理

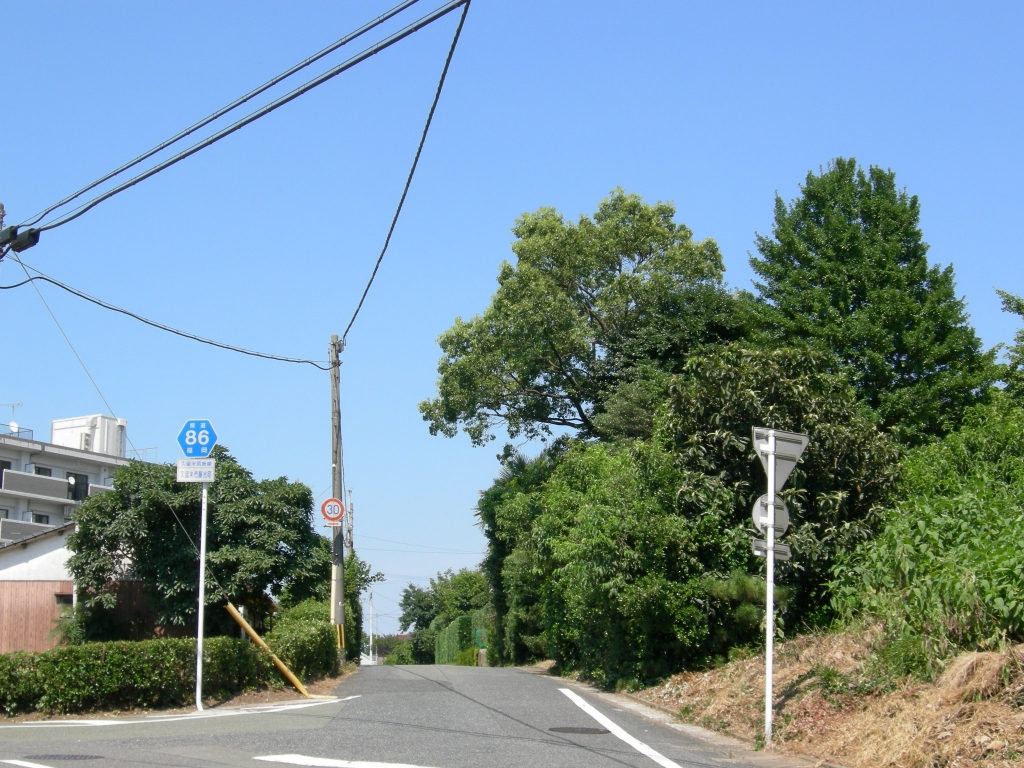
久留米市藤光町
県道758号起点付近

### 通過する自治体
- 久留米市
- 八女郡広川町
- 筑後市

### 交差する路線
| 交差する道路                                     | 市町村名 | 市町村名 | 交差する場所  | 交差する場所               |
| ------------------------------------------------ | -------- | -------- | ------------- | -------------------------- |
| 国道322号                                        | 久留米市 | 久留米市 | 御井旗崎1丁目 | 御井旗崎1丁目交差点 / 起点 |
| 福岡県道750号御井諏訪野線                        | 久留米市 | 久留米市 | 御井町        | 御井小学校西交差点         |
| 福岡県道800号湯ノ原合川線 重複区間起点           | 久留米市 | 久留米市 | 御井町        | 矢取交差点                 |
| 福岡県道800号湯ノ原合川線 重複区間終点           | 久留米市 | 久留米市 | 御井町        | 矢取西交差点               |
| 福岡県道752号藤山国分一丁田線 重複区間起点       | 久留米市 | 久留米市 | 高良内町      | 聴覚支援学校前交差点       |
| 福岡県道752号藤山国分一丁田線 重複区間終点       | 久留米市 | 久留米市 | 高良内町      |                            |
| 国道3号 重複区間起点 国道325号 重複区間起点      | 久留米市 | 久留米市 | 上津町        |                            |
| 国道3号 重複区間終点 国道325号 重複区間終点      | 久留米市 | 久留米市 | 上津町        | 二軒茶屋交差点             |
| 福岡県道758号藤田日吉町線                        | 久留米市 | 久留米市 | 荒木町荒木    | 東山交差点                 |
| 国道209号 重複区間起点                           | 久留米市 | 久留米市 | 荒木町藤田    |                            |
| 国道209号 重複区間終点 福岡県道722号荒木停車場線 | 久留米市 | 久留米市 | 荒木町藤田    | 相川（あいごう）交差点     |
| 福岡県道84号三潴上陽線 / バイパス                | 八女郡   | 広川町   | 大字藤田      |                            |
| 福岡県道84号三潴上陽線                           | 八女郡   | 広川町   | 大字広川      | 知徳交差点                 |
| 佐賀県道・福岡県道15号佐賀八女線                 | 筑後市   | 筑後市   | 大字前津      | 欠塚交差点                 |
| 国道442号 / 八女筑後バイパス                     | 筑後市   | 筑後市   | 大字前津      | 徳久北交差点 / 終点        |

### 交差する鉄道
- 久大本線

### 沿線
- 久留米市立南筑高等学校
- 陸上自衛隊 久留米駐屯地
- 久留米大学医療センター
- 久留米市立明星中学校
- 浦山公園
- 久留米市立上津小学校
- 陸上自衛隊 高良台演習場
- 広川町立下広川小学校
- 石人山古墳・八女古墳群